# مارس 2005
مارس 2005 هو الشهر الثالث من عام 2005. بدأ الشهر يوم الثلاثاء، وانتهى يوم الخميس بعد 31 يومًا.

## بوابة:أحداث جارية
|  |  |